# Bentong

Bentongs läge i delstaten Pahang.

Bentong är ett distrikt i delstaten Pahang, Malaysia. Distriktet har 119 817 invånare (2010).